# Mittelfetter Fisch
Als Mittelfetter Fisch bezeichnet man verschiedene Speisefische mit einem Fettgehalt von 2 bis 10 Prozent. Fische mit niedrigerem Fettgehalt werden als Magerfisch, solche mit höherem als Fettfisch bezeichnet.
Zum Mittelfetten Fisch zählt man:
- Heilbutt
- Karpfen
- Rotbarsch
- Sardine
- Steinbutt
- Bachforelle
- Schwertfisch